# ハドヴィガー (小惑星)
ハドヴィガー (2151 Hadwiger) は、マリア族に分類されるメインベルト小惑星のひとつ。1977年11月3日、スイスの天文学者パウル・ヴィルトがツィンマーヴァルト天文台からの観測で発見した。

## 軌道と特徴
ハドヴィガーは、約4年1ヶ月（約1497日）の公転周期で、軌道離心率約0.05、軌道傾斜角約15°、軌道長半径約2.56 天文単位 (au) の楕円軌道で太陽の周囲を公転している。
スペクトル分類は炭素質小惑星のC型に分類されているが、スペクトルに異常が見られることから Tholen の分類では CSU とされている。直径は約13.8 キロメートル、自転周期は約6時間、絶対等級は11.12とされる。 

## 命名
ハドヴィガーは、40年以上にわたってベルン大学の数学教授を務めた数学者ヒューゴ・ハドヴィガーを記念して命名された。命名を公表した1983年9月22日発行の小惑星回報8151では、人間的にも、講義の歴史的なタッチでも非常に人気のあったハドヴィガーは、洗練されたプレゼンテーション技術で学生や同僚から賞賛された。「美しい数式の達人 (master of beautiful formulae)」として知られた彼の特殊関数の講義は、あらゆる年代の学生を引き付けてやまなかった。とその命名理由を伝えている。